# Калюжный, Алексей Владимирович
Алексей Владимирович Калюжный (1920, Павлыш, Александрийский уезд — 20 декабря 1941) — советский военнослужащий, участник обороны Севастополя. Погиб с товарищами, обороняя дзот № 11. Его именем названы военный корабль бронекатер № 234 «Алексей Калюжный», а после войны улица в Севастополе. Памятник героям ДЗОТа № 11 — объект культурного наследия регионального значения.

## Биография
Родился Алексей в 1920 году в селе Павлыш ныне Александрийского района Кировоградской области, по другим документам в селе Омельник того же района. Украинец. Член ВЛКСМ. Был призван в РККФ в 1940 году. Учился в электромеханической школе отряда Черноморского флота. Далее в пулеметной роте дивизиона ДОТ и ДЗОТ береговой обороны главной ВМБ ЧФ, которой командовал комсомолец лейтенант М. Н. Садовников.

### Подвиг
В декабре 1941 года командование 11-й армии начало второй штурм на Севастополь. В эти дни совершил подвиг и погиб гарнизон дзота № 11 Севастопольского оборонительного района. В Краткой истории Великой Отечественной войны написано: «По всей стране разнеслась весть о славном подвиге героического гарнизона дзота № 11. Трое суток отважные моряки комсомольцы Г. Г. Доля, А. В. Калюжный, В. И. Мудрик, Д. И. Погорелов, Б. И. Радченко, И. М. Четвертков, во главе с командиром отделения С. С. Раенко отражали бешеные атаки врага. Герои дрались до последнего патрона, до последнего вздоха. Гитлеровцы овладели огневой точкой, когда там не оставалось в живых ни одного защитника».

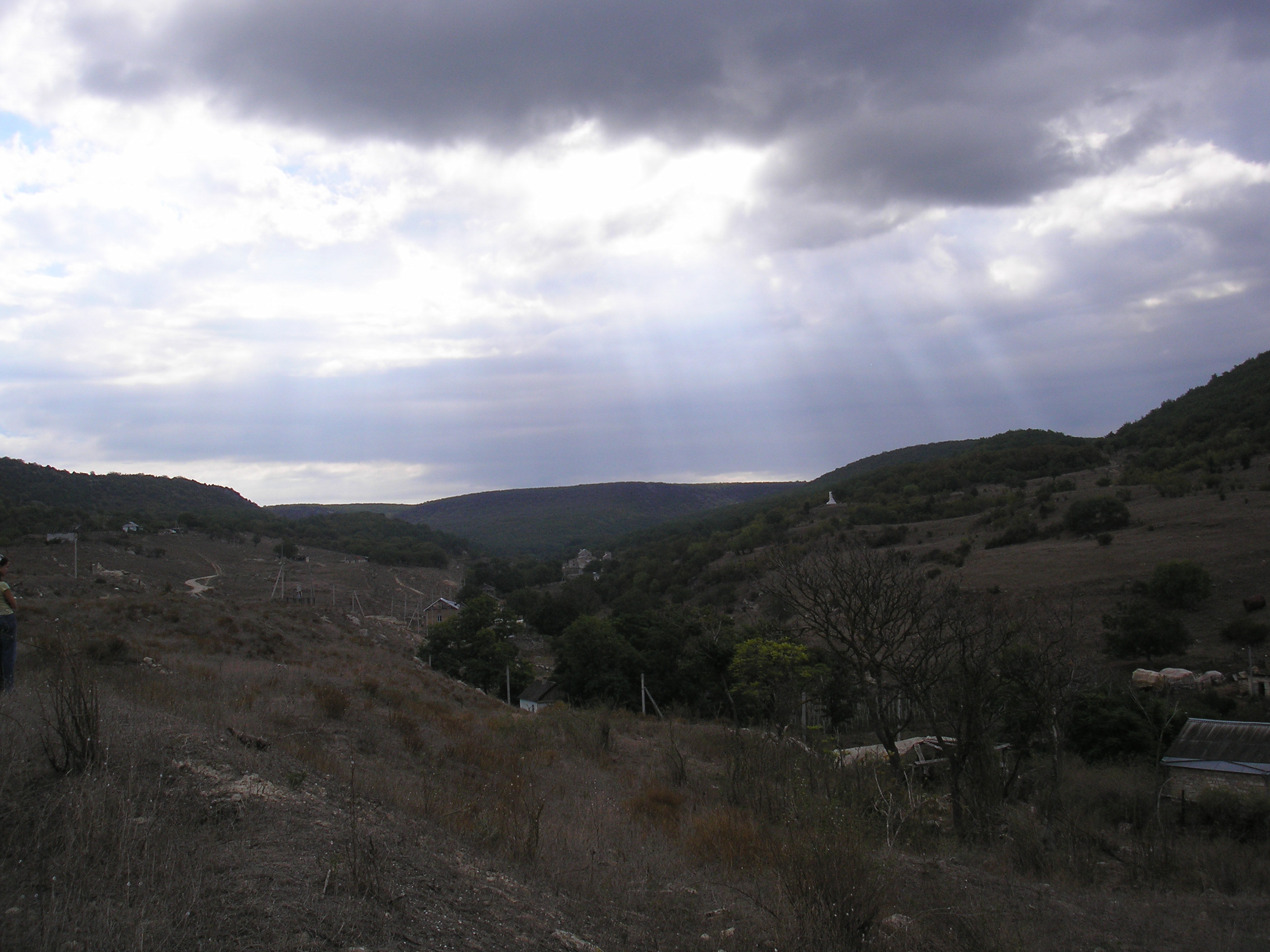
Место боя героев в Камышловском овраге. Белый монумент в центре — расположение дзота № 11, ныне

Рота заняла оборону на высотах Мекензиевых гор и в Камышловском овраге для прикрытия противнику выхода через Бельбекскую долину. Всего в роте было 137 человек. На четырёхкилометровом рубеже были построены номерные пулеметные дзоты. В каждом имелся станковый пулемет, гранаты и бутылки с зажигательной смесью. В личном составе роты два коммуниста: политрук роты Василий Иванович Гусев и командир взвода Коренной, остальные бойцы — комсомольцы. Накануне в дзоте № 25 прошло делегатское комсомольское собрание, где было по два комсомольца от каждого дзота. По предложению комсорга дзота № 13 Шевкопляса собрание приняло решение-клятву: «Над нашим родным городом, над главной черноморской базой, над всеми нами нависла смертельная опасность. Враг рвется в наш любимый город Севастополь… Мы клянемся Родине: Не отступать назад ни на шаг. Ни при каких условиях не сдаваться в плен. Драться с врагом по-черноморски, до последней капли крови. Быть храбрым и мужественным до конца, показывать пример бесстрашия, отваги, героизма всему личному составу. Наше решение — клятву поместить в боевых листках и разнести по всем дзотам, окопам, огневым точкам. Настоящее решение обязательно для всех комсомольцев».
Ранним утром 18 декабря начались атаки на дзот № 11. В течение дня отразили все атаки одну за другой. На следующий день противник подверг дзот артобстрелу и бомбежке с воздуха. В дзоте были раненые и убитые, способные держать оружие продолжали бой. Когда все защитники погибли, враг овладел его развалинами дзота. Через несколько дней в район прибыло подкрепление и противник был выбит с этого рубежа. Гарнизон ДОТа похоронили в братской могиле, в противогазной сумке была найдена предсмертная записка Калюжного. Её текст перепечатывали флотские и армейские газеты. Как выяснилось после войны, один защитник дзота Григорий Григорьевич Доля выжил, после войны проживал в Севастополе.
22 июля 1945 года А. В. Калюжный награждён орденом Отечественной войны 1-й степени посмертно.

## Память
- В годы войны его именем был назван гвардейский бронекатер Дунайской военной флотилии № 234 «Алексей Калюжный»[6]. Ныне он установлен как памятник на территории Зеленодольского завода им. Горького[7].
- В ноябре 1945 года на склоне горы рядом с дзотом был возведен обелиск из инкерманского камня. На нем закреплены таблички с именами героев и текстом клятвы Калюжного. А останки моряков были перезахоронены в поселке Дергачи на воинском мемориальном кладбище в 1965 году[8]. Ныне Памятник героям ДЗОТа № 11 объект культурного наследия  Объект культурного наследия народов РФ регионального значения. Рег. № 921711305410005 (ЕГРОКН) На памятнике размещена табличка с текстом предсмертной записки героя:

«20 декабря 1941 г.
Родина моя! Земля русская! Дорогой товарищ Сталин! Я, сын Ленинского комсомола, его воспитанник, дрался так, как подсказывало мне сердце… Я умираю, но знаю, что мы победим. Моряки-черноморцы, деритесь крепче, уничтожайте фашистских бешеных собак. Клятву воина я сдержал. Калюжный».
- Место захоронения: Севастополь, Нахимовский район, ш. Симферопольское, 6 км, п. Дергачи, Братское кладбище, правый сектор, ряд 9, вдоль ограды, могила 1. Перезахоронен в 1965 году из района села Камышлы[1].
- В 1950 году Приказом Министра Обороны СССР имя Алексея Калюжного занесено навечно в списки личного состава учебного отряда Черноморского флота[2][10].
- Его именем названа улица в Нахимовском районе Севастополе. С 1938 года она называлась Второй Продольной. 8 июня 1954 года была переименована в улицу Калюжного. Пять других улиц Севастополя и Инкермана носят имена его погибших друзей-комсомольцев[11].